# Axo
Axo era una città dell'antica Grecia ubicata sull'isola di Creta.

## Storia
Viene citata da Erodoto come città su cui regnava Etearco, padre di Fronime, che, secondo la tradizione, ebbe un figlio al quale fu imposto il nome di Batto, il quale ebbe un ruolo importante nella fondazione di Cirene. 

Etearco, secondo la testimonianza di Erodoto incaricò Temisone di uccidere la figlia Fronime.
Viene citata in un elenco di città cretesi menzionate in un decreto di Cnosso degli anni 259/233 a.C. e anche in una lista delle città cretesi che firmarono un'alleanza con Eumene II di Pergamo nel 183 a.C.
Esistono delle monete coniate da Axo a partire dal 380 a.C.
In Le Argonautiche di Apollonio di Rodi viene identificata come il luogo in cui la dea Rea diede alla luce i Dattili, in una caverna del monte Ditte.